# Comanopa adelpha
Comanopa adelpha är en insektsart som beskrevs av Blocker 1979. Comanopa adelpha ingår i släktet Comanopa och familjen dvärgstritar. Inga underarter finns listade i Catalogue of Life.